# 张玉成 (四川省军区)
张玉成（1919年9月—2018年2月3日）江苏启东人，原中国人民解放军四川省军区副司令员。

## 生平
张玉成1940年6月参加革命，1941年12月加入中国共产党。历任班长、连长、营长、团长、副师长、师长、副军长、四川省军区副司令员兼成都警备区司令员等职。离休后为正军职离休干部。
2018年2月3日，张玉成在成都病逝，享年98岁。